# Сотенско при Шмарју
Сотенско при Шмарје (словен. Sotensko pri Šmarju) је насељено место у општини Шмарје при Јелшах, Савињска регија, Словенија.

## Историја
До територијалне реорганизације у Словенији било је у саставу старе општине Шмарје при Јелшах.

## Становништво
У попису становништва из 2011. Сотенско при Шмарју је имало 115 становника.
| Број становника према пописима | Број становника према пописима | Број становника према пописима |
| ------------------------------ | ------------------------------ | ------------------------------ |
| 1991                           | 2002                           | 2011                           |
| 113                            | 106                            | 115                            |

Напомена: До 1953. исказивано под именом Сотенско. Године 1955. повећано за насеље Свети Миклавж, које је укинуто. Године 2017. извршена је мања размена територије између насеља Мала Пристава и Сотенско при Шмарју.